# 엘빈 차일드리스

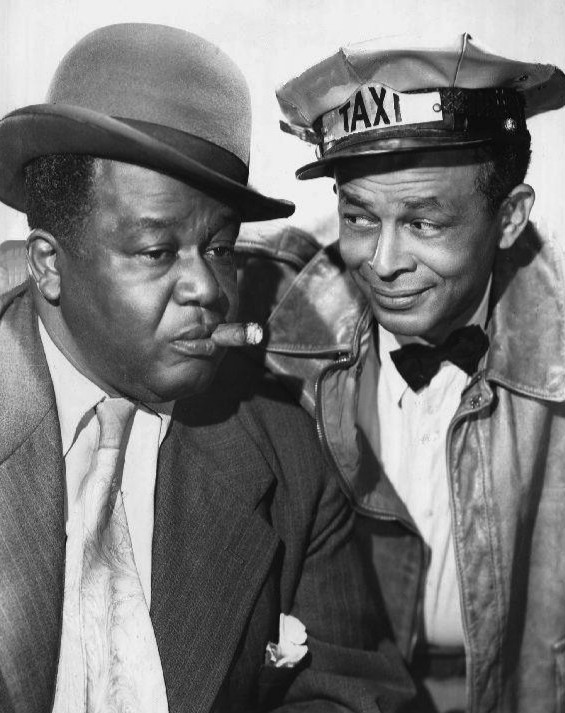

엘빈 차일드리스(Alvin Childress, 1907년 9월 15일 ~ 1986년 4월 19일)는 미국의 배우, 연극 배우, 텔레비전 배우, 영화배우이다.
머리디언에서 태어났으며 잉글우드에서 사망하였다.

## 영화
- 메인 이벤트 (1979년)
- 클린트이스트우드의 대도적 (1974년)
- 샌포드 앤 선 (1972년)